# 100268 Rosenthal
Rosenthal (asteroide 100268) é um asteroide da cintura principal, a 2,0296043 UA. Possui uma excentricidade de 0,1681806 e um período orbital de 1 392,08 dias (3,81 anos).
Rosenthal tem uma velocidade orbital média de 19,06784327 km/s e uma inclinação de 11,74819º.
Este asteroide foi descoberto em 5 de Outubro de 1994 por Freimut Börngen.